# Jerónimo Olazábal
Gerónimo o Jerónimo de Olazábal (Buenos Aires, julio de 1801 - septiembre de 1864) fue un militar argentino que participó en varios enfrentamientos de la guerra civil de su país y en la guerra del Brasil.

## Biografía
Nació en Buenos Aires en julio de 1801, de una familia de militares en las cuales se destacaron sus hermanos, los generales Félix y Manuel.
Se enroló en el regimiento de granaderos de infantería en 1817 y participó en la guerra contra Santa Fe hasta las definitivas derrotas de Cepeda – en que resultó herido de mucha gravedad – y Cañada de la Cruz, ambas de 1820.
En 1822 era comandante de la guardia de Navarro (Navarro (Buenos Aires)), y participó en la campaña de Martín Rodríguez hacia la Pampa, pero éste lo mandó de regreso al poco tiempo, por la gravedad de su herida aún no curada. Se sometió a varias operaciones para curar su herida, con relativo éxito.
Se enroló voluntariamente en el ejército para la campaña del Brasil, en la que participó en las batallas de Ituzaingó, Padre Filiberto y Las Cañas, además de participar en el sitio de Montevideo, a órdenes de su hermano Félix.
A su regreso se unió al general Juan Lavalle en su revolución contra el gobernador Manuel Dorrego; combatió en las batallas de Navarro y Puente de Márquez. Tras la derrota de su facción se retiró a su casa, bajo la protección de sus hermanos, partidarios del bando federal. A fines de 1829 fue nombrado comandante militar de San Nicolás de los Arroyos.
Fue varios años secretario del embajador argentino en Río de Janeiro, Tomás Guido, y se mantuvo alejado de los enfrentamientos de la guerra civil en que sus hermanos tuvieron activa participación.
En 1853 se incorporó al ejército de la Confederación Argentina y participó del sitio de Buenos Aires. Durante varios años formó parte de guarniciones militares en Santa Fe y Entre Ríos. En 1860, el presidente Justo José de Urquiza lo ascendió al grado de coronel.
Regresó a Buenos Aires poco después de la batalla de Pavón, y falleció en esa ciudad en septiembre de 1864.